# Flabellinella
Flabellinella es un género de foraminífero bentónico de la subfamilia Vaginulininae, de la familia Vaginulinidae, de la superfamilia Nodosarioidea, del suborden Lagenina y del orden Lagenida. Su especie tipo es Frondicularia tetschensis. Su rango cronoestratigráfico abarca desde el Cretácico superior hasta el Bartoniense (Eoceno medio).

## Clasificación
Flabellinella incluye a las siguientes especies:
- Flabellinella colomi †
- Flabellinella crassecostata †
- Flabellinella duestensis †
- Flabellinella hannoverana †
- Flabellinella hottingeri †
- Flabellinella jadwigae †
- Flabellinella tetschensis †
- Flabellinella varignanoensis †
- Flabellinella vizentini †